# Piškera
La Isla Piškera (en croata: Otok Piškera) es una pequeña isla deshabitada en la parte croata del mar Adriático. Es una de las islas de Kornati en el centro de Dalmacia y tiene una superficie de 2,66 km². Su costa es 10,64 kilómetros de largo.
Aunque deshabitada, posee un puerto deportivo con 150 amarres gestionados por el Club ACI que está situado en la isla, y que abre entre marzo y octubre de cada año.